# Paul-Otto Faßbender
Paul-Otto Faßbender (* 26. Mai 1946 in Düsseldorf) ist ein deutscher Versicherungsunternehmer.

## Leben
Paul-Otto Faßbender, Sohn von Walter Faßbender, besuchte das Humboldt-Gymnasium Düsseldorf, nach dem Abitur studierte er Rechtswissenschaften an der Albert-Ludwigs-Universität Freiburg. 1982 wurde er an der Ruhr-Universität Bochum mit der Arbeit Betriebliche Altersversorgung und Versorgungsausgleich, dargestellt am Beispiel der Behandlung von Anwartschaften aus dem Bereich der Privatversicherung im Versorgungsausgleich zum Dr. iur. promoviert.
Er ist seit 1977 Vorstandsmitglied im Familienunternehmen ARAG. Nach einem 25 Jahre andauernden Machtkampf zwischen ihm und seinem Vetter Ludwig Faßbender um die Aktienmehrheit am Konzern ist Paul-Otto Faßbender seit 1998 Mehrheitsaktionär der ARAG Holding SE (vormals ARAG AG), dem Mehrheitsgesellschafter des ARAG-Konzerns. Von 2000 bis Juli 2020 war er Vorsitzender des Vorstands der operativen Führungsgesellschaft des Konzerns ARAG SE.
Noch länger dauerte der Streit um die Höhe einer Zahlung aus dem Nachlass seines Vaters an seine vier Jahre jüngere Schwester, nach elf Jahren des außergerichtlichen Streites war die Sache für 34 Jahre von 1983 bis 2017 bei Landgericht Düsseldorf erstinstanzlich anhängig – die Rekordlänge bei diesem Gericht. Gegen das 5. April 2017 ergangene Urteil wurde das Rechtsmittel der Berufung eingelegt, so dass der Rechtsstreit in der Folge 2019 vom Oberlandesgericht Düsseldorf abschließend entschieden wurde.
Im Juli 2020 ist Faßbender zum Vorsitzenden des Aufsichtsrats der ARAG SE gewählt worden. Er ist zudem weiterhin Vorsitzender des Vorstands der Familienobergesellschaft ARAG Holding SE.
Seit dem Jahr 2003 engagiert er sich als Mitglied der IHK-Vollversammlung in Düsseldorf für die Belange der örtlichen Wirtschaft.
Seit 2005 ist Faßbender Mitglied im Kuratorium der Sportstiftung NRW.
Faßbender ist seit 1967 Mitglied der katholischen Studentenverbindung K.D.St.V. Ripuaria Freiburg im Breisgau im CV.
Anfang des Jahres 2015 hat die Juristische Fakultät der Düsseldorfer Heinrich-Heine-Universität Faßbender die Ehrendoktorwürde für sein Engagement um das Institut für Versicherungsrecht und die Förderung von Nachwuchswissenschaftlern verliehen.

## Privat
Er ist verheiratet und hat zwei erwachsene Töchter.
Bereits im Jahr 1966 machte er den Privatpilotenschein.